# Taouzient
Taouzient également appelé Fais est une commune de la wilaya de Khenchela en Algérie.

## Géographie
La commune de Taouzient est l'une des communes de la willaya de khenchela situe à l'extrémité ouest du territoire de la willaya; elle est  limitée au nord par Remila et Ouled-Fadhel , au sud par la commune de Chelia, à l'ouest par la commune de Boulefreis et Yabous et à l'est, par la commune de Kais.